# NGC 7233
NGC 7233 est une galaxie spirale intermédiaire située dans la constellation de la Grue. Sa vitesse par rapport au fond diffus cosmologique est de 1 625 ± 17 km/s, ce qui correspond à une distance de Hubble de 24,0 ± 1,7 Mpc (∼78,3 millions d'al). NGC 7233 a été découverte par l'astronome britannique John Herschel en 1834.

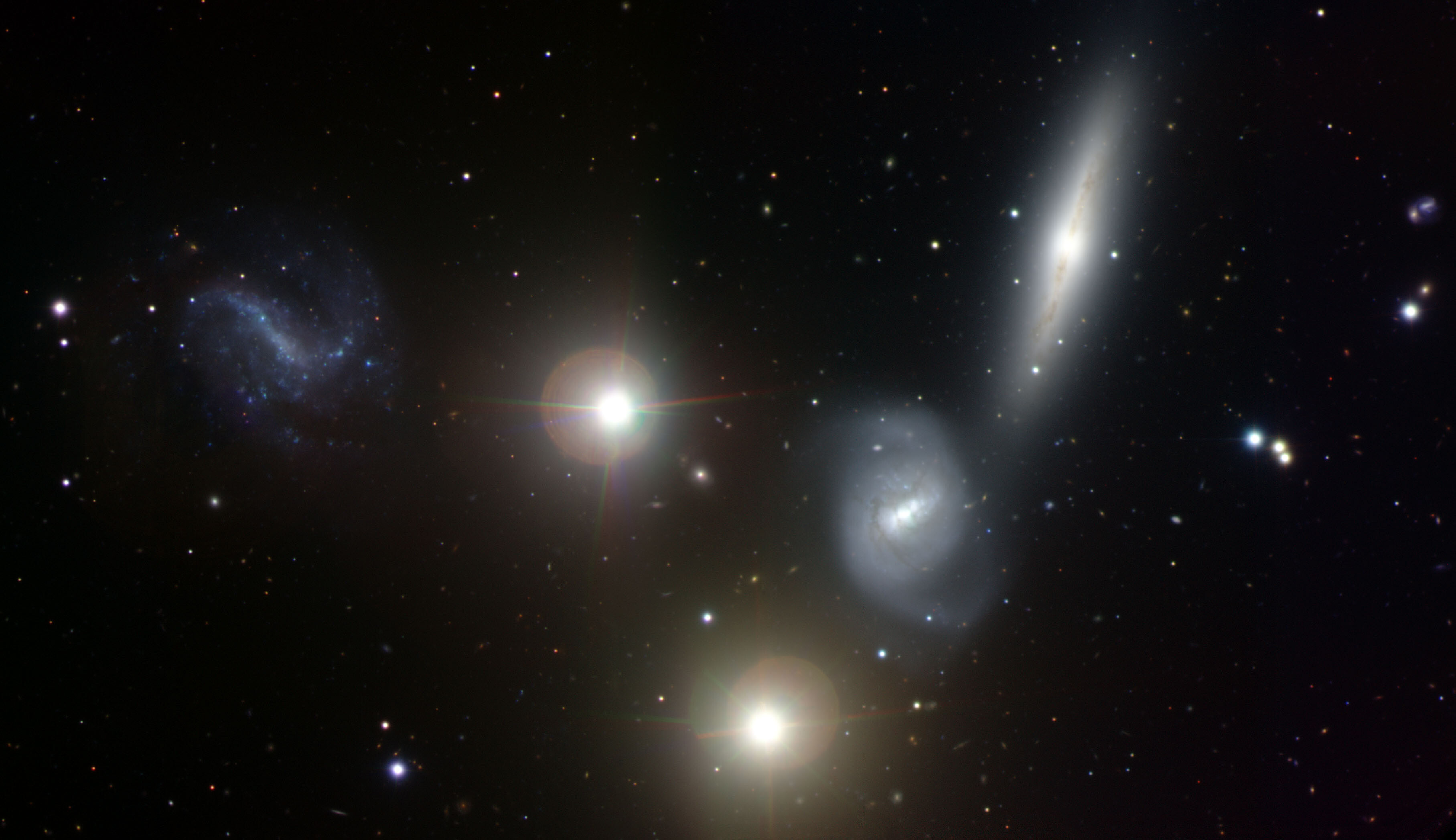
Cette image captée à l'observatoire Gemini montre le trio de galaxies en interaction NGC 7232 en haut à droite, NGC 7333 sous cette dernière et à gauche NGC 7233B (PGC 68443). (Credit:
International Gemini Observatory/NOIRLab/NSF/AURA/T. A. Rector (University of Alaska Anchorage)

Les avis diffèrent sur la classification de NGC 7233, spirale intermédiaire selon le professeur Seligman et la base de données NASA/IPAC ou galaxie lenticulaire barrée selon la base de données HyperLeda et Wolfgang Steinicke. Sur l'image provenant de NOIRLab, les bras spiraux sont clairement visible. Aussi, la classification de spirale intermédiaire semble mieux décrire la morphologie de cette galaxie.
NGC 7233 présente une large raie HI. Elle renferme également des régions d'hydrogène ionisé.
À ce jour, une seule mesure non basée sur le décalage vers le rouge (redshift) donne une distance d'environ 22,700 Mpc (∼74 millions d'al). Cette valeur est à l'intérieur des valeurs de la distance de Hubble.

## Groupe de NGC 7232
Selon la base de données NASA/IPAC et NOIRLab, les galaxies NGC 7232, NGC 7233 et NGC 7233B (PGC 68443) forment un triplet de galaxies. Cependant, selon A. M. Garcia, il faut ajouter IC 5181 à ces trois galaxies dans ce qu'il nomme le groupe de NGC 7232.